# 김재웅 (야구 선수)
김재웅(金在雄, 1998년 10월 22일 ~ )은 KBO 리그 키움 히어로즈의 투수이다.

## 아마추어 시절
2016년 5월 16일 덕수고등학교 3학년 때 제70회 황금사자기 전국고교야구대회 준결승전에서 선발 등판해 9이닝 5피안타, 11탈삼진을 기록하며 완봉승을 달성했다. 이후 17일 결승전에서 마무리로 등판해 팀의 우승에 일조했다. 이 대회에서 5경기에 등판해 22.2이닝 23탈삼진, 평균자책점 1.6을 기록했고, 우수 투수상을 받았다. 2017년 KBO 리그 신인 드래프트에서 넥센 히어로즈의 2차 6라운드에 지명을 받았다. 고교 통산 40경기에 등판해 144.2이닝 9승 3패, 평균자책점 2.43을 기록했다.

## 넥센 히어로즈&키움 히어로즈시절

### 2017년 - 2019년
2017년에 입단하였다. 첫해에는 퓨처스리그에서 11경기 등판해 10이닝 방어율 10.80을 기록했다.  2018년에는 총 23경기 등판해 34.2이닝 0승 1패 방어율 6.23을 기록했고 7월 13일 울산문수야구장에서 열린 퓨처스 올스타전에 북부리그 소속으로 선발됐다.
2019년 6월 19일 봉와직염으로 말소된 이승호를 대신해 1군 무대에 처음으로 콜업됐으나, 단 한 경기도 등판하지 못 한 체 6월 22일 말소됐다. 퓨처스리그에 총 24경기 등판해 92이닝 5승 6패 방어율 3.13을 기록했다.

### 2020년
5월 5일 개막전인 KIA전에서 구원 등판하며 데뷔 첫 경기를 치렀고, 경기에서 1이닝 무실점을 기록했다. 5월 9일 한화 이글스전에서 1이닝 무실점, 2탈삼진을 기록하며 데뷔 첫 홀드를 기록했다. 10월 8일 NC전에 구원 등판해 1.2이닝 무실점을 기록하며 데뷔 첫 승을 기록했다. 시즌 43경기에 등판해 59.2이닝 4점대 평균자책점을 기록했다.

### 2021년
4월 11일 롯데전에서 데뷔 첫 세이브를 기록했다. 시즌 51경기에 등판해 3점대 평균자책점, 11홀드를 기록하며 필승조로 활동했다. 11월 1일 두산 베어스와의 와일드카드 1차전에 등판하며 포스트시즌 첫 등판을 했고, 경기에서 0.2이닝 1피안타, 1실점으로 홀드를 기록했다.

### 2022년
5월 12일 두산전 이후 22경기 연속 무실점을 기록했다. 올스타전에 감독 추천 선수로 참가했다. 주로 구원 등판을 했고, 돌아가며 마무리를 맡았던 투수들의 부진으로 8월 3일부터 마무리 투수로 활동했다, 8월 3일 SSG 랜더스전에서 최정에게 2점 홈런을 허용했으나 이후에 실점없이 막으며 시즌 첫 세이브를 기록했다. 9월 14일 KIA전에서 데뷔 첫 두 자릿수 세이브를 달성했고, KBO 리그 최초 한 시즌 20홀드, 10세이브를 동시에 달성한 선수가 됐다. 시즌 65경기에 등판해 62.2이닝 3승 2패, 13세이브, 27홀드, 2점대 평균자책점을 기록했다.
10월 22일 kt 위즈와의 준플레이오프 5차전에 구원 등판해 1이닝 무실점으로 데뷔 첫 포스트시즌 세이브를 기록했다. 10월 27일 LG 트윈스와의 플레이오프 3차전 무사 1, 2루에서 문보경의 번트 타구를 몸을 날려 잡아 2루로 던져 병살타를 만들었다. 플레이오프 4차전에서도 세이브를 기록했다.

## 플레이 스타일
- 키가 174cm로 다른 선수에 비해 작은 편이며 직구 구속 또한 평균 140km/h로 빠르지 않다.[23] 하지만 몸을 순간적으로 숙이면서 반동으로 키에 비해 높은 릴리스 포인트를 만들어 투구해 이러한 단점을 극복했다.[24]
- 수직 무브먼트가 뛰어나며  직구 평균 회전수가 2814.4rpm으로 KBO 리그 평균보다 대략 400rpm 정도 높다.[25]

## 별명
- 하리보 젤리의 곰과 닮아서 '하리보'라고 불린다.

## 출신 학교
- 금교초등학교 (남양주리틀)
- 자양중학교
- 덕수고등학교

## 통산 기록
| 연도 | 팀명  | 평균자책점 | 경기 | 완투 | 완봉 | 승 | 패 | 세 | 홀 | 승률  | 타자 | 이닝 | 피안타 | 피홈런 | 볼넷 | 사구 | 탈삼진 | 실점 | 자책점 |
| ---- | ----- | ---------- | ---- | ---- | ---- | -- | -- | -- | -- | ----- | ---- | ---- | ------ | ------ | ---- | ---- | ------ | ---- | ------ |
| 2020 | 키움  | 4.68       | 43   | 0    | 0    | 1  | 4  | 0  | 2  | 0.200 | 258  | 59⅔  | 64     | 7      | 23   | 2    | 51     | 36   | 31     |
| 2021 | 키움  | 3.54       | 51   | 0    | 0    | 0  | 1  | 1  | 11 | 0.000 | 243  | 53⅓  | 49     | 5      | 33   | 1    | 47     | 24   | 21     |
| 2022 | 키움  | 2.01       | 65   | 0    | 0    | 3  | 2  | 13 | 27 | 0.600 | 254  | 62⅔  | 39     | 54     | 29   | 4    | 56     | 14   | 14     |
| 2023 | 키움  | 4.22       | 67   | 0    | 0    | 2  | 3  | 6  | 18 | 0.400 | 250  | 58⅔  | 56     | 56     | 24   | 0    | 46     | 29   | 28     |
| 2024 | 키움  | 3.42       | 26   | 0    | 2    | 0  | 2  | 0  | 7  | 0.000 | 107  | 23⅔  | 24     | 2      | 12   | 1    | 19     | 9    | 9      |
| 통산 | 5시즌 | 3.58       | 252  | 0    | 0    | 6  | 12 | 20 | 65 | 0.375 | 1112 | 259  | 232    | 20     | 121  | 8    | 219    | 112  | 103    |

- 굵은 글씨는 해당 시즌 최고 기록